# Irrigação no Brasil
A irrigação no Brasil foi desenvolvida por meio do uso de diferentes modelos. O envolvimento público na irrigação é relativamente novo, enquanto o investimento privado tem sido tradicionalmente responsável pelo desenvolvimento da irrigação. A irrigação privada predomina nas regiões povoadas do Sul, Sudeste e Centro-Oeste, onde ocorre a maior parte do desenvolvimento industrial e agrícola do país. Na região Nordeste, os investimentos feitos pelo setor público buscam estimular o desenvolvimento regional em uma área propensa a secas e com graves problemas sociais. Essas diferentes abordagens têm resultado em consequências diversas. Dos 120 milhões de hectares (ha) potencialmente disponíveis para a agricultura, somente cerca de 3,5 milhões de hectares estão atualmente irrigados, embora as estimativas mostrem que 29 milhões desses hectares sejam adequados para essa prática.

## Desenvolvimento da irrigação

### Infraestrutura de irrigação e vínculos com recursos hídricos

Embora os métodos de irrigação no Brasil possam ser considerados modernos, comparados aos métodos de outros países na região, a irrigação por gravidade é responsável por 48% do total da área agrícola irrigada (3,5 milhões de hectares), 42% utilizam irrigação por enchentes (arroz) e 6% utilizam irrigação por regos ou outros métodos de gravidade. Dos 52% restantes, cerca de 22% utilizam sistemas móveis de aspersão, 23% utilizam aspersão mecanizada (pivô central), 1% utiliza tubos controlados ou perfurados, e 6% utilizam irrigação localizada, ou seja, sistemas gota a gota e/ou de microaspersão.
O Brasil é considerado um país rico em água doce ou para consumo próprio, segundo o levantamento da FAO - Organização das Nações Unidas para Agricultura e Alimentação. Contudo, as regiões hidroclimáticas e os sistemas de irrigação do Brasil variam bastante. Na região Sul, as condições muito frias no inverno têm irrigação limitada, principalmente nas enchentes de verão das planícies alagadiças onde se cultiva o arroz. Na região Sudeste, com condições mais brandas, a irrigação no inverno tem possibilitado uma cultura agrícola dupla. No inverno, os cultivos de trigo, ervilha ou feijão são alternados por meio de rodízio com as culturas de verão, incluindo algodão. A escassez local de água ocorre em algumas pequenas bacias hidrográficas nas regiões Sudeste e Sul onde o desenvolvimento da irrigação e o consumo de água para uso industrial e municipal têm sido relativamente desordenados. A grande extensão e o nivelamento das propriedades agrícolas nas vastas áreas de cerrado da região Centro-Oeste são bastante adequados aos sistemas de irrigação por pivô central e autopropulsionados, que se têm expandido rapidamente nos últimos anos.
Grande parte da terra da região Nordeste é semiárida e tem recursos hídricos bastante limitados, comparados aos de outras regiões. A maioria dos projetos de irrigação depende dos poucos rios perenes como o Rio São Francisco. O abastecimento das águas subterrâneas é limitado e cerca de 95% das terras irrigadas utilizam água de superfície. A água do Rio São Francisco, o principal rio da região Nordeste, precisa ser transportada por distâncias consideráveis até chegar à terra irrigável. Grande parte da região tropical úmida do Brasil está na região Norte. As necessidades de irrigação nessa região são pequenas e o desenvolvimento é limitado a pequenas áreas de planícies alagadiças para o cultivo do arroz.

### Impactos ambientais de irrigação
Existem poucas informações disponíveis sobre drenagem, salinidade e encharcamento do solo pela água no Brasil. As áreas naturais salinas no Brasil são quantificadas em média em 86 milhões de hectares, principalmente localizadas nas áreas mais secas com precipitação média abaixo de 1.000 mm/ano. A área afetada pela salinidade como resultado de irrigação imprópria é estimada em 15.000 hectares e situa-se principalmente na região Nordeste, afetando 40% da terra irrigada. A extensão das áreas com encharcamento natural, denominadas "várzeas", é de 13,35 milhões de hectares.

## Histórico do setor de irrigação

### Terra agrícola irrigada; tendências passadas e atuais
Em 1970, havia menos de 800.000 hectares (ha) de terras irrigadas, usadas principalmente como arrozais no estado do Rio Grande do Sul e menos intensivamente em algumas áreas de irrigação pública na região Nordeste. Na verdade, a irrigação somente deu certo, desde então, com a implementação de políticas de investimento público em infraestrutura de irrigação, transmissão e distribuição de energia, bem como financiamento de equipamentos e de despesas do dia-a-dia, por meio de programas como o Programa de Irrigação do Nordeste (PROINE) e o Programa Nacional de Irrigação (PRONI).
Hoje, cerca de 3,5 milhões de hectares são irrigados, embora 29 milhões desse total sejam considerados adequados para a irrigação pela Agência Nacional de Águas (ANA). A irrigação está se desenvolvendo por meio de diferentes modelos. Nas regiões Sul, Sudeste e Centro-Oeste, a irrigação privada predomina, com ênfase nas plantações de arroz e culturas de grãos. Nessas áreas, o investimento depende do retorno obtido da venda das culturas irrigadas. O investimento na região Nordeste tem tradicionalmente sido focado em culturas como milho ou feijão, mas mudou recentemente para a produção de frutas irrigadas.

### Desenvolvimento Institucional
A Lei No 94.904, de dezembro de 1965, encarregou o Departamento Nacional de Águas e Energia Elétrica (DNAEE) da gestão e controle dos recursos hídricos do Brasil. Em junho de 1979, o Ministério do Interior (MINTER) assumiu o controle para autorizar o uso da água para irrigação. A autoridade para o uso da água foi, portanto, dividida entre o DNAEE, que continuou responsável pelo uso da água para todos os fins, e o MINTER, que foi alocado para o controle da água para irrigação. Em fevereiro de 1986, as funções de irrigação federal do MINTER foram consolidadas sob a direção de um Ministério Extraordinário para Assuntos de Irrigação. Um Programa Nacional de Irrigação foi criado em 1986 com dois órgãos de coordenação para o Programa de Irrigação do Nordeste (PROINE) e o Programa Nacional de Irrigação (PRONI), responsáveis pela coordenação e promoção de programas de irrigação na região Nordeste e no restante do país, respectivamente, juntamente com os recém-criados Comitês de Coordenação de Irrigação no nível estadual. O plano inicial de aumentar o total da área irrigada em 3,0 milhões de hectares, ou 120%, em cinco anos (1986-1990) foi reduzido, devido a restrições técnicas e institucionais, reduções na disponibilidade dos financiamentos federal e estadual, e condições macroeconômicas incertas no Brasil. Em dezembro de 1988, o PROINE e o PRONI foram integrados em um único programa nacional de irrigação (um novo PRONI). Um mês depois, o Ministério Extraordinário para Assuntos de Irrigação foi abolido e suas funções transferidas para a Secretaria de Assuntos de Irrigação, sob o Ministério da Agricultura. Os órgãos federais executores também foram transferidos para o Ministério da Agricultura.
Além desses dispositivos institucionais, o desenvolvimento da irrigação privada foi apoiado pelo Programa Nacional de Valorização e Utilização de Várzeas Irrigáveis (PROVARZEAS), criado em 1981, e pelo Programa de Financiamento de Equipamentos de Irrigação (PROFIR), criado em 1982; ambos sob o Ministério da Agricultura.
A implementação no campo da infraestrutura de irrigação com financiamentos federais foi realizada pela Companhia de Desenvolvimento dos Vales do São Francisco e do Parnaíba (CODEVASF) e pelo Departamento Nacional de Obras Contra as Secas (DNOCS). Desde janeiro de 1999, os assuntos de irrigação, incluindo DNOCS e CODEVASF, foram transferidos para uma "Secretaria Especial de Políticas Regionais", sob o Ministério da Integração Nacional. Várias responsabilidades em apoio aos projetos de irrigação também foram transferidas para o Ministério da Agricultura, Pecuária e Abastecimento (MAPA).

## Contexto jurídico e institucional

### Contexto jurídico
O Código de Águas de 1934 foi a primeira legislação relevante sobre a gestão de recursos hídricos no Brasil.
Esse Decreto garantia o livre uso de qualquer fluxo ou fonte de água para as necessidades básicas de vida e permitia que todos utilizassem quaisquer águas públicas, observando as regulamentações administrativas.
A Constituição de 1988 estabeleceu um sistema nacional de gestão de recursos hídricos. A Constituição dividiu as águas do país entre a União e os Estados começaram a implementar seus próprios sistemas de gestão de recursos hídricos. São Paulo foi o pioneiro nesse processo e aprovou uma lei de gestão de recursos hídricos em 1991.
Uma Lei de Irrigação (Política Nacional de Irrigação), promulgada em 1979, define as políticas do governo em termos de desenvolvimento da irrigação, com os seguintes pontos principais: (i) utilização da terra e da água; (ii) pesquisa e planejamento; (iii) implementação de projetos públicos; (iv) tarifas de água para projetos públicos; (v) preservação da qualidade da água; (vi) expropriação da terra para construção de irrigação; e (vii) promoção de projetos privados. A Lei de Irrigação e suas regulamentações possibilitam a recuperação dos custos dos investimentos e dos custos de operação e manutenção (O&M) dos projetos de irrigação apoiados pelo governo, por meio de cobranças dos beneficiários pelo uso da água.

### Contexto institucional
A gestão e o controle dos recursos hídricos do país são divididos entre diversos órgãos governamentais. Não existe um mecanismo formal de coordenação efetiva de suas políticas e atividades. O Ministério do Meio Ambiente é responsável pelas políticas de uso da água, com exceção da irrigação.
O Ministério da Integração Nacional lida principalmente com irrigação e programas para promover o desenvolvimento das regiões mais necessitadas do país. Os principais órgãos executores do Ministério da Integração Nacional são: CODEVASF, que implementa projetos de irrigação na Bacia do Rio São Francisco; a Superintendência do Desenvolvimento do Nordeste (SUDENE), que implementa programas direcionados para a região Nordeste; e a Superintendência do Desenvolvimento da Amazônia (SUDAM), que implementa programas direcionados para a região Norte.
O Brasil passou por um importante processo de descentralização na década de 1990, permitindo que os governos locais exercessem uma grande influência sobre a formulação de políticas. A maioria dos governos estaduais tem as próprias Secretarias de Agricultura e realizam uma grande variedade de tarefas associadas ao setor agrícola, tais como extensão agrícola e pesquisa, investimentos em irrigação e projetos de redução da pobreza, principalmente na região Nordeste.
Fora do governo, as organizações da sociedade civil, as universidades e outras instituições de pesquisa desempenham um papel bastante influente na formulação de políticas.

### Papel público-privado no desenvolvimento da irrigação
De acordo com a Lei de Irrigação, os projetos de irrigação podem ser públicos ou privados (Art. 8). Os Projetos Públicos são projetos cuja infraestrutura de irrigação é elaborada, criada e operada, direta ou indiretamente, sob a responsabilidade da Autoridade Pública. Os Projetos Privados são projetos cuja infraestrutura de irrigação é elaborada, criada e operada pelo setor privado, com ou sem incentivos do setor público.
Embora essa classificação possibilite uma fácil distinção entre projetos de natureza claramente pública, em que a Autoridade Pública cria e opera a infraestrutura comum de irrigação e assenta os agricultores e suas famílias, e projetos de natureza totalmente privada, realizados com infraestrutura privada e em terra privada, a classificação de projetos com a participação relevante tanto da Autoridade Pública e do setor privado ainda não está clara.
O objetivo do Projeto de Lei no 6.381 (Projeto de Lei de Irrigação), atualmente em apreciação pela Câmara de Deputados e já aprovado pelo Senado Federal (Projeto de Lei no 229), é reformular a Política Nacional de Irrigação, adaptando-a às atuais circunstâncias e revogando a Lei no 6.662/79. O Projeto de Lei de Irrigação propõe uma terceira categoria, o Projeto de Irrigação Mista, definido como um projeto executado e implementado de acordo com a Lei no 11.079 de 30 de dezembro de 2004, que estabelece o sistema de parceria público-privada - PPP (Art. 12).

## Tarifa de água e recuperação de custos
Nenhuma taxa de água em volume é  cobrada pelo uso da água para irrigação. Um sistema incoerente de tarifas de água, em termos dos serviços de operações e manutenção (O&M) em projetos de irrigação pública, está atualmente em uso. Essas tarifas são alocadas ao organismo patrocinador e distribuídas aos distritos de irrigação. Em 1997, o custo das tarifas de água em projetos de irrigação pública variava de US$ 3,51 a US$ 24,58 por 1.000 m3.
As taxas de água nos projetos de irrigação pública são regulamentadas pela Lei de Irrigação (1984, Lei No 89.496). Essa legislação determina que as tarifas de água nos projetos de irrigação pública sejam calculadas pela soma de dois coeficientes, K1 e K2. O coeficiente K1, calculado anualmente, corresponde ao pagamento do investimento de capital público na infraestrutura de um projeto. Ele considera um período de amortização de 50 anos e taxas de juros subsidiadas e seu valor é uma função da área irrigada. Em 1998, o valor de K1 para projetos de irrigação pública foi de R$ 4,41/hectare/mês. O coeficiente K2 destina-se a custear o total da despesa de O&M de um projeto e é calculado como função do volume de água usado (R$/1.000 pol3). Na prática, a tarifa de K1 é paga ao organismo federal patrocinador, enquanto o componente K2 é geralmente pago diretamente ao distrito usuário da água.

## Investimento
Grande parte do desenvolvimento brasileiro de irrigação tem sido realizada pelo setor privado, com pouco apoio do governo. Os investimentos do governo focaram a área semiárida da região Nordeste, com uma alta concentração de população de baixa renda. Mais de US$ 2 bilhões em financiamentos públicos foram investidos em obras de irrigação nas três últimas décadas, atendendo a 200,000 hectares na região semiárida brasileira, dos quais 140.000 hectares estão em produção.
Os custos de investimentos para o assentamento de pequenos agricultores em projetos de irrigação pública atingiram em média US$ 6.500/hectare, incluindo o desenvolvimento das terras agrícolas e os equipamentos necessários para a irrigação. Para uma propriedade agrícola com 6,0 hectares, o investimento por família é de cerca de US$ 40.000 em média, não incluindo o custo dos serviços de apoio agrícola e os subsídios operacionais. Os custos dos projetos de irrigação pública que fornecem água aos grandes agricultores e empresas agrícolas comerciais (apenas o sistema principal de transmissão, não-agrícola) são consideravelmente mais baixos, dependendo da distância entre a área irrigada e o manancial, da elevação da área de comando e do layout dos sistemas. Os custos de investimentos do desenvolvimento de irrigação privada, com curtas distâncias de transmissão entre a fonte de água e as áreas irrigadas e as baixas bombas elevatórias, são geralmente uma fração do custo dos sistemas públicos e variam de menos de US$ 600/hectare a US$ 3.500/hectare, dependendo do tipo de tecnologia agrícola usada. Geralmente, os custos de investimentos para a irrigação privada são maiores na região Nordeste do que em outras regiões, devido ao acesso mais limitado às fontes perenes de água.

## Possíveis impactos da mudança climática na agricultura irrigada
Uma mudança climática global afetará  o clima da região Nordeste do Brasil. De acordo com uma avaliação da Krol e Van Oel para o Estado do Ceará, a direção das mudanças da precipitação atmosférica não pode ser determinada com certeza. Tanto perdas de precipitação bastante significativas como aumentos moderados de precipitação devem ser considerados plausíveis. Os impactos das perdas de precipitação causariam reduções em grande escala na disponibilidade da água de superfície armazenada, provocando um aumento no desequilíbrio entre a demanda de água e o abastecimento de água depois de 2025. A produção agrícola mostraria tendências negativas após 2025, devido à insuficiência do abastecimento de água para atender às demandas da água de irrigação.

## Cooperação externa
Em 2008, o Governo do Brasil, representado pela CODEVASF/Ministério da Integração Nacional, procurou ajuda do Banco Mundial para preparar uma avaliação ambiental, social e financeira sobre a concessão de perímetros de irrigação pública na região Sudeste.

## Lições aprendidas do modelo brasileiro
Uma avaliação do Banco Mundial dos projetos de irrigação na região semiárida do Brasil concluiu que , apesar dos muitos problemas, havia uma evolução positiva na implementação da agricultura irrigada, tanto pública quanto privada, na região semiárida nas três décadas desde o início. O foco dos projetos públicos evoluiu de esforços socialmente baseados para atividades empreendedoras sustentáveis; de agricultura de subsistência para agronegócio; de culturas tradicionais de subsistência para cultivo de frutas com alta tecnologia; e de irrigação convencional para modernas técnicas de irrigação precisa e localizada.
O estudo mostrou que a inclusão de produtores empreendedores em perímetros de irrigação pública, por meio da parceria bem-sucedida entre agentes dos setores público e privado, foi um fator importante no desempenho positivo da agricultura irrigada na região. Outros fatores que contribuíram para o sucesso foram: (i) escalas e taxas de implementação adequadas; (ii) apoio político e financeiro contínuo; (iii) organismos executores capacitados e criativos; (iv) apoio urbano/municipal adequado; (v) apoio tecnológico eficaz; (vi) proximidade de mercados e portos; (vii) marketing agressivo e eficiente; (viii) organização de produtores; (ix) organização e padronização de produtos; e (x) boa gestão das unidades de produção primárias. Os projetos bem-sucedidos tiveram altas taxas de retorno econômico (entre 16% e 19%).